# 603 Timandra
A 603 Timandra egy a Naprendszer kisbolygói közül, amit Joel Hastings Metcalf fedezett fel 1906. február 16-án.